# 绍西 (卢瓦雷省)
绍西（法語：Chaussy，法語發音：[ʃosi] ⓘ）是法国卢瓦雷省的一个市镇，位于该省西北部，属于奥尔良区。

## 地理
绍西（48°10'6"N, 1°59'45"E）面积12.94 平方千米，位于法国中央-卢瓦尔河谷大区卢瓦雷省，该省份为法国中北部省份，北起埃松省，西北接厄尔-卢瓦省，西南接卢瓦-谢尔省，南至涅夫勒省和谢尔省，东临约讷省，东北接塞纳-马恩省。
与绍西接壤的市镇（或旧市镇、城区）包括：乌塔维尔、图里、巴佐什莱加勒朗德、瓦松、蒂韦尔农。

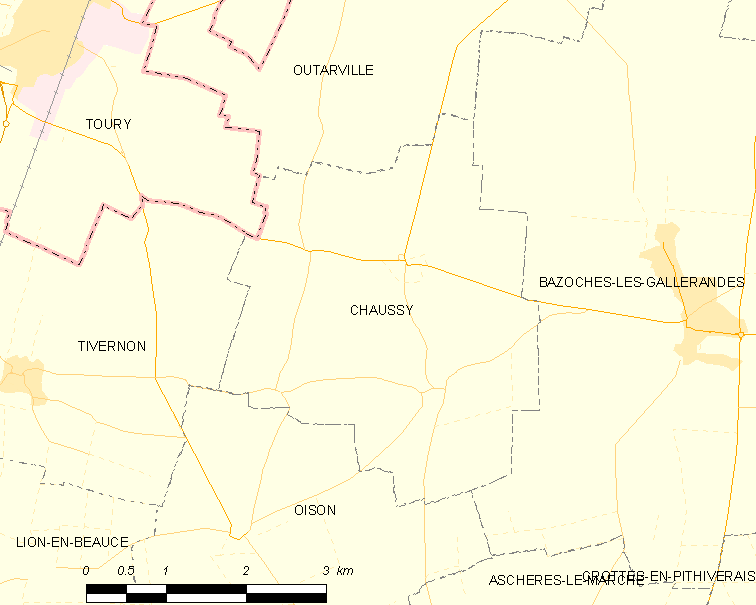
的OSM定位图

绍西的时区为UTC+01:00、UTC+02:00（夏令时）。

## 行政
绍西的邮政编码为45480，INSEE市镇编码为45088。

## 政治
绍西所属的省级选区为皮蒂维耶县。

## 人口

1962-2008年间人口变化图示

绍西于2022年1月1日时的人口数量为274人。